# Richard Williams (Chemiker)
Richard Williams (* 5. August 1927 in Chicago; † 28. April 2020) war ein US-amerikanischer Chemiker und Pionier bei Flüssigkristallen in Displays (LCDs).

## Leben und Wirken
Williams studierte Chemie an der Miami University mit Bachelor-Abschluss 1950 und wurde 1954 an der Harvard University in Physikalischer Chemie promoviert. Von 1955 bis 1958 war er Instructor in Harvard. Von 1958 bis zu seinem Ruhestand 1991 war er bei den RCA Laboratories in Princeton tätig und wurde Fellow des Labors.
1963 war er Gastwissenschaftler an den RCA-Laboratorien in Zürich.
Er befasste sich mit Flüssigkristallen, interner Photoemission, Grenzflächen von Halbleitern und Elektrolyten, Eigenschaften von Elektronen auf der Oberfläche von flüssigem Helium, Eigenschaften von Phosphor, kristallisierten Suspensionen von Polystyrol-Mikrosphären und Solarenergie. Er zeigte, dass die meisten Verbindungshalbleiter in Kontakt mit einem flüssigen Elektrolyten bei Beleuchtung zerfallen und so in guter Näherung einen Kontakt hohen Widerstands bilden und außerordentlich hohe elektrische Felder in Halbleitern ermöglichen. Damit konnte er den Franz-Keldysh-Effekt beobachten. Er war ein Pionier in der Verwendung interner Photoemission bei der Erforschung der Eigenschaften von Metall-Halbleiter- und Metall-Isolator-Grenzflächen sowie der Silizium-Siliziumdioxid-Grenzfläche. Er entwickelte die Korona-Ladungs-Methode zur Untersuchung von elektrischen Durchschlägen in Siliziumdioxid.
Bekannt wurde er durch die Entdeckung der Ausbildung einer Domänenstruktur von nematischen Flüssigkristallen bei Anwendung elektrischer Felder (Williams Domains).
1969 war er Fulbright Lecturer an der Sao Carlos School of Engineering in Brasilien. Er war korrespondierendes Mitglied der Brasilianischen Akademie der Wissenschaften und Fellow der American Physical Society. Er erhielt den Callinan Prize der Electrochemical Society. Er wurde in die Inventor’s Hall of Fame von New Jersey aufgenommen.